# Aphaenogaster fulva
Aphaenogaster fulva é uma espécie de inseto do gênero Aphaenogaster, pertencente à família Formicidae.